# Первомайский (Старонижестеблиевское сельское поселение)
Первома́йский — хутор в Красноармейском районе Краснодарского края.
Входит в состав Старонижестеблиевского сельского поселения.

## Население
| 2002 | 2010 |
| ---- | ---- |
| 91   | ↗131 |

## Улицы
| - ул. Мичурина, - ул. Октябрьская, - ул. Первомайская, | - пер. Казачий, - пер. Тихий. |